# Genickstich

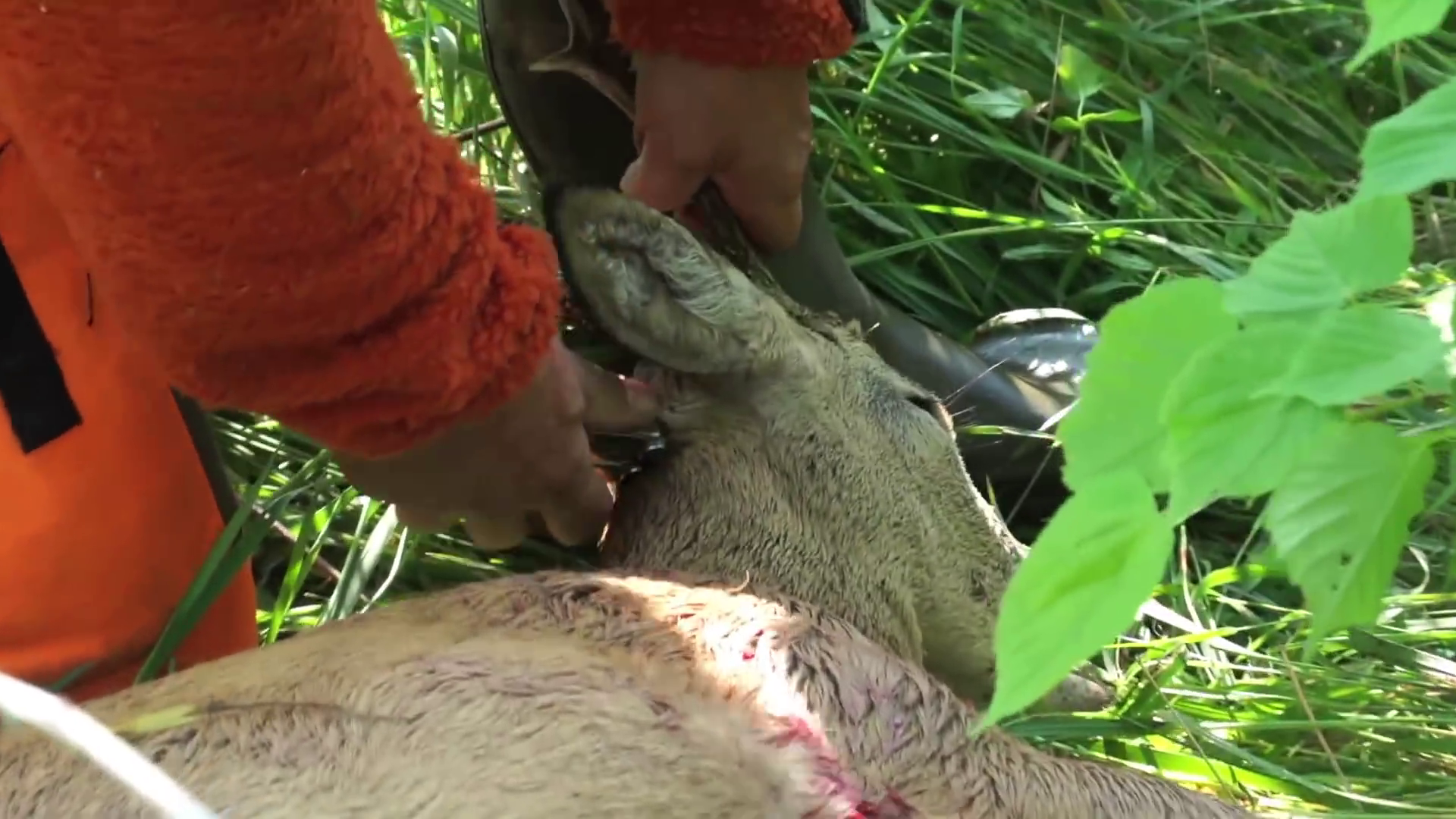
Genickstich bei einem Rehbock

Als Genickstich wird eine Methode zur Tötung von Tieren bezeichnet, bei dem mit einem spitzen scharfen Gegenstand im ersten Kopfgelenk das Rückenmark durchtrennt wird. Bis 1875 waren ein stumpfer Schlag auf den Kopf und ein anschließender Genickstich die einzige Schlachtungsart. Heute ist der Genickstich als Methode zur Schlachtung in der EU nicht zugelassen, da eine Fehlbetäubung damit kaschiert wird.
Die Methode ist zur Tötung von Aalen ohne zusätzliche Betäubung zugelassen. In der Jägerei der Genickstich vor allem bei Rehen („Abnicken“) durchgeführt, wobei spezielle Messer (Nicker) eingesetzt werden. Beim Stierkampf wird der Genickstich mit einem Degen (estoque de descabellar) vollzogen.